# Otężałkowate

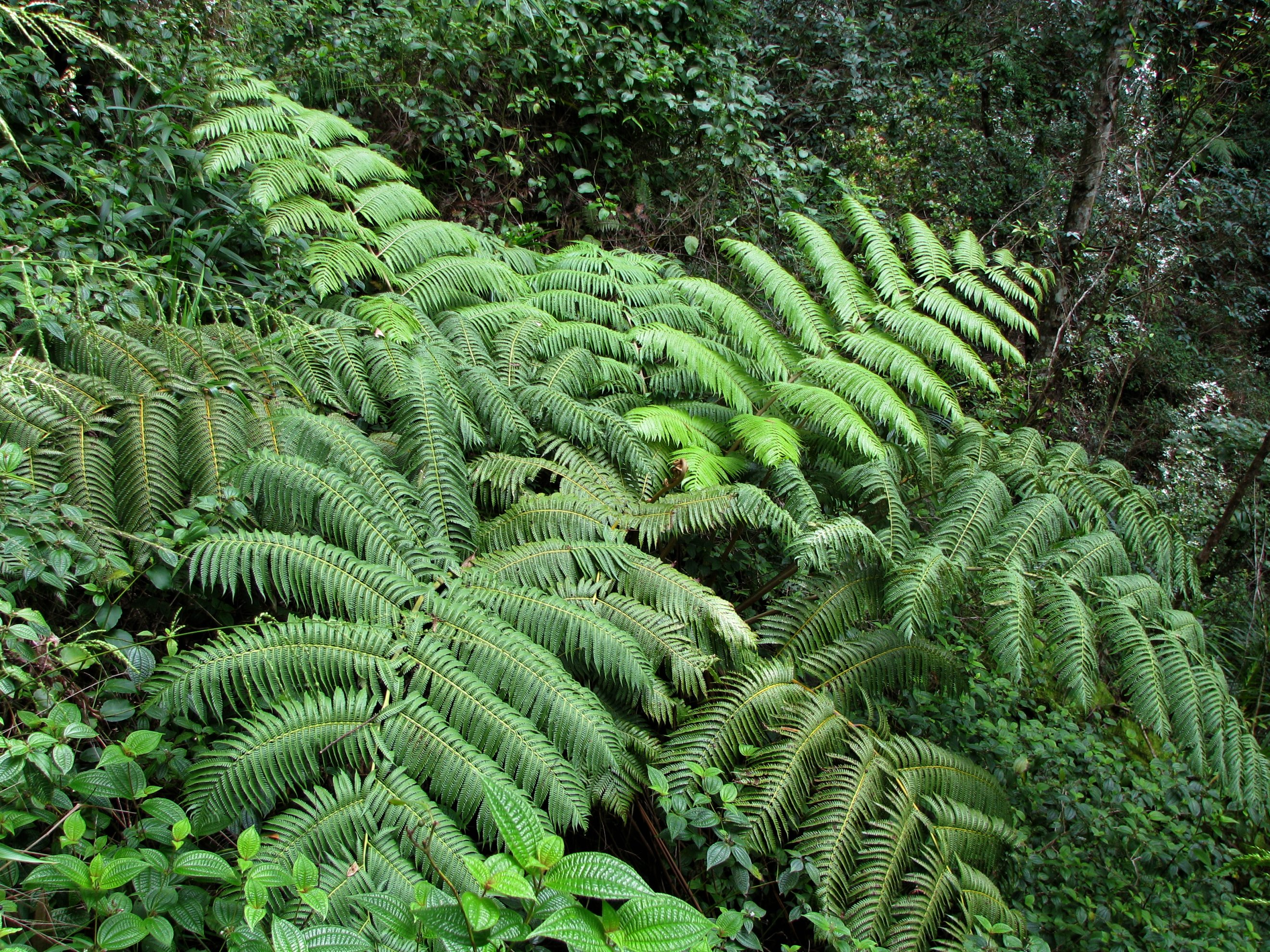
Cibotium chamissoi

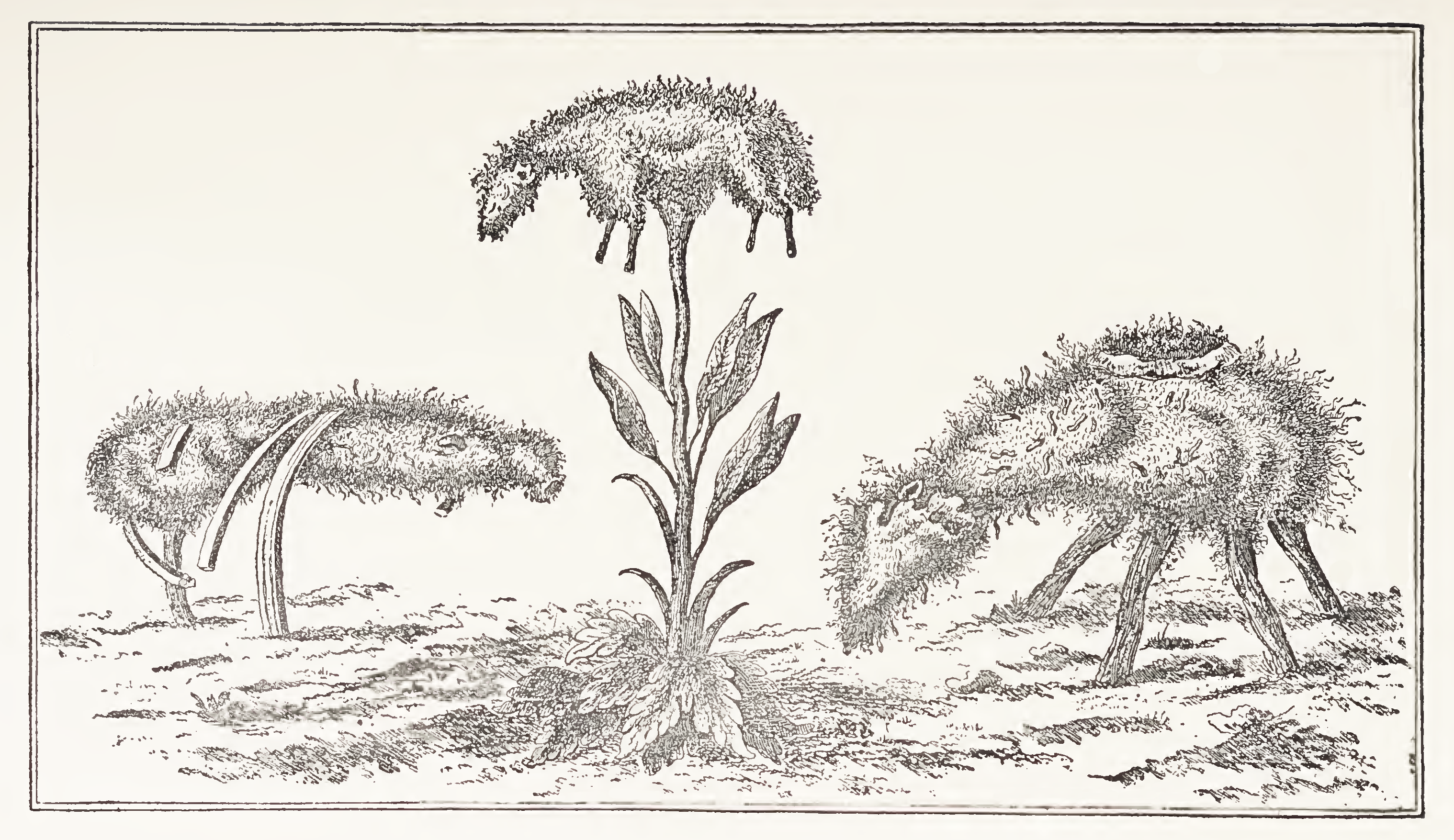
Roślinozwierzęta z kłącza Cibotium barometz na ilustracji z 1791

Otężałkowate, cibotiowate (Cibotiaceae) – monotypowa rodzina paproci z rzędu olbrzymkowców (Cyatheales). Obejmuje jeden rodzaj otężałka, cibotium (Cibotium Kaulf.) z około 11 gatunkami. Należą tu paprocie naziemne występujące we wschodniej Azji, na Hawajach oraz w Ameryce Środkowej. Wyróżniają się wśród innych przedstawicieli rzędu osobliwą budową zarodników oraz liczbą chromosomów wynoszącą x=68.
Włoski pokrywające te rośliny były tradycyjnie wykorzystywane na Archipelagu Malajskim do tamowania krwotoków zewnętrznych. W XIX wieku ich zastosowanie zostało szeroko spopularyzowane, wykorzystywane były powszechnie w Europie np. podczas zabiegów operacyjnych. Owłosione kłącza Cibotium barometz docierające z Azji do Europy przez wieki uznawane były za tajemnicze roślinozwierzęta (Agnus scythicus). 

## Morfologia
Kłącze masywne, pełzające, podnoszące się lub prosto wzniesione i osiągające do 6 m wysokości, solonosteliczne lub diktiosteliczne. W części szczytowej oraz przy trwałych nasadach ogonków liściowych miękko, żółto owłosione. Liście okazałe, osiągające 2–4 m długości, z blaszką podwójnie lub bardziej pierzasto podzieloną. Ogonki liściowe u nasady są owłosione. Wiązki przewodzące otwarte proste, rozgałęzione widlasto lub pierzaste. Zalążnie powstają na końcach wiązek.

## Systematyka
W obrębie rzędu olbrzymkowców Cyatheales rodzina Cibotiaceae zajmuje pozycję siostrzaną względem rodziny diksoniowatych Dicksoniaceae i Metaxyaceae.
Rodzina wyróżniona została dopiero w 2006 roku i utrzymana w systemie PPG I z 2016. Wcześniej była opisywana jako podrodzina Cibotioideae Nayar, Taxon 19:234. 1970 w obrębie szeroko ujmowanych olbrzymkowatych Cyatheaceae. W niektórych ujęciach wciąż utrzymywane jest szerokie ujęcie olbrzymkowatych.
Pozycja rodziny w kladogramie rzędu olbrzymkowców według systemu PPG I (2016):
|  | otężałkowate Cibotiaceae                                                   |
|  |                                                                            |
|  | \| \| Metaxyaceae \| \| \| \| \| \| diksoniowate Dicksoniaceae \| \| \| \| |
|  |                                                                            |
|  | Metaxyaceae                                                                |
|  |                                                                            |
|  | diksoniowate Dicksoniaceae                                                 |
|  |                                                                            |

|  | Metaxyaceae                |
|  |                            |
|  | diksoniowate Dicksoniaceae |
|  |                            |

|  | otężałkowate Cibotiaceae                                                   |
|  |                                                                            |
|  | \| \| Metaxyaceae \| \| \| \| \| \| diksoniowate Dicksoniaceae \| \| \| \| |
|  |                                                                            |
|  | Metaxyaceae                                                                |
|  |                                                                            |
|  | diksoniowate Dicksoniaceae                                                 |
|  |                                                                            |

|  | Metaxyaceae                |
|  |                            |
|  | diksoniowate Dicksoniaceae |
|  |                            |

|  | \| \| Culcitaceae \| \| \| \| \| \| Plagiogyriaceae \| \| \| \| |
|  |                                                                 |
|  | Loxsomataceae                                                   |
|  |                                                                 |
|  | Culcitaceae                                                     |
|  |                                                                 |
|  | Plagiogyriaceae                                                 |
|  |                                                                 |

|  | Culcitaceae     |
|  |                 |
|  | Plagiogyriaceae |
|  |                 |

|  | \| \| Culcitaceae \| \| \| \| \| \| Plagiogyriaceae \| \| \| \| |
|  |                                                                 |
|  | Loxsomataceae                                                   |
|  |                                                                 |
|  | Culcitaceae                                                     |
|  |                                                                 |
|  | Plagiogyriaceae                                                 |
|  |                                                                 |

|  | Culcitaceae     |
|  |                 |
|  | Plagiogyriaceae |
|  |                 |

|  | otężałkowate Cibotiaceae                                                   |
|  |                                                                            |
|  | \| \| Metaxyaceae \| \| \| \| \| \| diksoniowate Dicksoniaceae \| \| \| \| |
|  |                                                                            |
|  | Metaxyaceae                                                                |
|  |                                                                            |
|  | diksoniowate Dicksoniaceae                                                 |
|  |                                                                            |

|  | Metaxyaceae                |
|  |                            |
|  | diksoniowate Dicksoniaceae |
|  |                            |

|  | otężałkowate Cibotiaceae                                                   |
|  |                                                                            |
|  | \| \| Metaxyaceae \| \| \| \| \| \| diksoniowate Dicksoniaceae \| \| \| \| |
|  |                                                                            |
|  | Metaxyaceae                                                                |
|  |                                                                            |
|  | diksoniowate Dicksoniaceae                                                 |
|  |                                                                            |

|  | Metaxyaceae                |
|  |                            |
|  | diksoniowate Dicksoniaceae |
|  |                            |

|  | \| \| Culcitaceae \| \| \| \| \| \| Plagiogyriaceae \| \| \| \| |
|  |                                                                 |
|  | Loxsomataceae                                                   |
|  |                                                                 |
|  | Culcitaceae                                                     |
|  |                                                                 |
|  | Plagiogyriaceae                                                 |
|  |                                                                 |

|  | Culcitaceae     |
|  |                 |
|  | Plagiogyriaceae |
|  |                 |

|  | \| \| Culcitaceae \| \| \| \| \| \| Plagiogyriaceae \| \| \| \| |
|  |                                                                 |
|  | Loxsomataceae                                                   |
|  |                                                                 |
|  | Culcitaceae                                                     |
|  |                                                                 |
|  | Plagiogyriaceae                                                 |
|  |                                                                 |

|  | Culcitaceae     |
|  |                 |
|  | Plagiogyriaceae |
|  |                 |

Podział rodziny
- rodzaj otężałka, cibotium Cibotium Kaulfuss, Berlin. Jahrb. Pharm. Verbundenen Wiss. 21: 53. 1820[9]

Wykaz gatunków o nazwach zaakceptowanych według The Plant List:
- Cibotium assamicum Hook.
- Cibotium barometz (L.) J. Sm.
- Cibotium chamissoi Kaulf. – cibotium Chamissa, otężałka Chamissa
- Cibotium cumingii Kunze
- Cibotium glaucum (Sm.) Hook. & Arn. – cibotium sine, otężałka siny
- Cibotium regale Verschaff. & Lem. – cibotium królewskie, otężałka królewski
- Cibotium schiedei Schltdl. & Cham. – cibotium Schiedego, otężałka Schiedego
- Cibotium splendens (Gaudich.) Krajina ex Skottsb.